# Фарамир
Фа́рамир (англ. Faramir) — герой трилогії Дж. Р. Р. Толкіна «Володар перснів», син Денетора II.

## Життєпис
Фарамир був молодшим сином Намісника Ґондору і характером дуже відрізнявся від свого брата Боромира, що входив якийсь час до Братства Персня. Боромир піддався спокусі Персня, а Фарамир зумів протистояти й зрештою допоміг Фродо в одну з важких хвилин його мандрівки.
Попри те, що батько більшою мірою виявляв прихильність старшому синові, між братами не було суперництва. Якщо Боромир завжди мріяв про військову славу і цікавився історією великих битв, то Фарамир волів битись знаннями. Від Ґандальфа Сірого він дізнався чимало цікавого про історію своєї країни і Середзем'я в цілому, хоча Денетор завжди був проти дружби сина з чарівником.
Любов до знань не заважала Фарамиру удосконалювати бойові навички, і у військовому мистецтві він мало кому поступався. Був Капітаном Ґондору і ватажком загону Слідопитів, що охороняли кордон між своєю державою і Мордором, раз у раз сміливо відбиваючи ворожі атаки. Однак на відміну від Боромира молодший брат не знаходив у битвах сенсу всього життя, вважаючи їх лише неминучою частиною.
Напередодні Війни за Перстень Фарамир кілька разів бачив пророчий сон, який радив іти до Імладріса. Одного разу той самий сон приснився і його братові. Молодший хотів піти до Елронда, але його батько наказав іти Боромиру, адже вважав, що цей сон дуже важливий та має зв'язок з майбутнім Ґондору.
Пізніше в одному зі своїх походів Фарамир наблизився до берегів Андуїна, там і зустрівся востаннє з братом: він побачив човен, в якому лежало тіло брата та уламки його меча. Фарамир був шокований тим, що побачив, а коли прийшов до тями, то спитав у брата: «Боромире, куди ти пливеш, Боромире». Але було вже пізно. Човен з Боромиром зник. Тоді він міг лише здогадуватися про те, що сталося. Але чим більше часу проходило, тим більше розумів Фарамир, що сталося. І коли Фарамир отримує докази цього, він вже не здивований, адже за цей час зрозумів, що це було зовсім не видіння, а він бачив свого мертвого брата.
Через деякий він дізнався про долю Боромира від Сема і Фродо, яких зустрічає в дорозі. Сем ненавмисно обмовився про те, яку цінну річ вони несуть, але Фарамир був стійким і не спокусився на Єдиний Перстень. На додаток, він не повів гобітів до свого батька, знаючи, що той, напевно, захоче заволодіти Перснем, а це — вірна загибель для Ґондору і для самого Денетора.
Денетор, почувши розповідь сина, розлютився через втрачену можливість отримати Перстень і відіслав Фарамира воювати, не вимовивши благословення. Згодом він шкодував про це, коли син повернувся до міста зі славою, але важко пораненим. Впавши у відчай, Денетор наказав скласти похоронне багаття для них обох, і якби не Піпін, який встиг попередити Ґандальфа, син Намісника загинув би не від рук ворогів, а від безумства власного батька.
Зрештою Денетор все ж спалив себе, а Фарамира вдалось врятувати. Він довго пролежав у палатах Зцілення, де зустрів прекрасну Еовін — свою майбутню дружину. Коли ж Араґорн повернувся з останньої битви з перемогою, син Денетора вручив йому Скіпетр Намісника. Король не прийняв його, залишаючи за Фарамиром заслужений титул. А невдовзі після коронації Араґорна Фарамир і Еовін одружилися.
| Арда | Це незавершена стаття про твори Дж. Р. Р. Толкіна. Ви можете допомогти проєкту, виправивши або дописавши її. |